# 科爾克馬爾卡區
科爾克馬爾卡區（西班牙語：Distrito de Colquemarca），是秘魯的一個區，位於該國南部庫斯科大區的瓊比維卡省，始建於1825年6月21日，面積449.49平方公里，海拔高度3,575米，2005年人口9,493，人口密度每平方公里21人。